# Voipreux

Voipreux este o comună în departamentul Marne, Franța. În 2009 avea o populație de 212 de locuitori.